# Fadogia gossweileri
Fadogia gossweileri är en måreväxtart som beskrevs av Robyns. Fadogia gossweileri ingår i släktet Fadogia och familjen måreväxter. Inga underarter finns listade i Catalogue of Life.